# Валериј Герасимов
Валериј Васиљевич Герасимов (рус. Валерий Васильевич Герасимов; Казањ, 8. септембар 1955) руски је генерал армије, актуелни начелник Генералштаба Оружаних снага Руске Федерације и први заменик министра одбране. Именовао га је председник Владимир Путин 9. новембра 2012. године.
Герасимов је стратег за кога се тврди да је осмислио „доктрину Герасимов“ – комбиновање војних, технолошких, информационих, дипломатских, економских, културних и других тактика у циљу постизања стратешких циљева. Аутор оригиналног рада, Марк Галеоти, изјавио је да је то говор који је, због грешака у преводу, погрешно протумачен у америчкој штампи као ратоборни, а не као одбрамбени стратешки предлог.

## Унапређења
- Поручник (1977)
- Натпоручник (1979)
- Капетан (1981)
- Мајор (1984)
- Потпуковник (1987)
- Пуковник (1992)
- Гардијски генерал-мајор (1994)
- Генерал-потпуковник (2002)
- Генерал-пуковник (2005)
- Генерал армије (2013)[7]